# Pedicularis ochotensis
Pedicularis ochotensis är en snyltrotsväxtart som beskrevs av A. Khokhr.. Pedicularis ochotensis ingår i släktet spiror, och familjen snyltrotsväxter. Inga underarter finns listade i Catalogue of Life.